# Baldomer Bonet Ancejo
Baldomer Bonet Ancejo fou un activista i agitador polític barceloní. Treballava de forner i era membre del sector més extremista del Partit Republicà Radical d'Alejandro Lerroux. El 24 de juliol de 1909 participà en la reunió en la Casa del Pueblo del Poblenou per tal d'acordar si el partit donava suport la vaga general convocada. Quan el 27 de juliol de 1909 començaren els fets de la Setmana Tràgica va encapçalar un grup d'incendiaris que va cremar l'Església-escola de l'Orde de la Immaculada Concepció a l'Eixample de Barcelona. Fou detingut per aquests fets, però en el judici que se li va fer el maig de 1910 fou absolt per un tribunal civil. Per altar banda, fou un dels principals acusadors en el judici a Francesc Ferrer i Guàrdia.